# Yoshizawa Shogo
Shogo Yoshizawa (sinh ngày 26 tháng 7 năm 1986) là một cầu thủ bóng đá người Nhật Bản.

## Sự nghiệp câu lạc bộ
Shogo Yoshizawa đã từng chơi cho Albirex Niigata và Albirex Niigata Singapore.